# Stanovništvo Švedske
Švedska prema podacima iz 2021. godine ima 10,402.070 stanovnika i spada u rijetko naseljene europske države s prosječnom gustoćom naseljenosti od 25 st/km2.
Demografija Švedske daje podatke o demografskim obilježjima populacije Švedske, uključujući rast stanovništva, gustoću naseljenosti, nacionalnost, razinu obrazovanja, zdravlje stanovništva, ekonomski status, vjersku pripadnost i druge aspekate stanovništva. Osim etničke švedske većine, Švedska povijesno ima manji broj manjina poput Samija u sjevernom dijelu zemlje, te Finaca (na 5% od ukupnog stanovništva) koji većinom žive u Mälardalenu.
Demografski profil Švedske značajno se promijenio kao rezultat doseljavanja od 1970. godine.

## Statistika stanovništva
- Stanovništvo: 9.555.893 (2012.)
- Godišnja stopa rasta stanovništva: 0,77% (2012.)
- Natalitet: 11.84 rođenih / 1000 stanovnika (2012.)
- Stopa smrtonosti: 9,62 umrlih / 1.000 stanovnika (2012.)
- Neto stopa migracije: 1,65 migranata/1.000 stanovnika (2012.)
- Ukupna stopa fertiliteta: 1,94 djece rođeni po ženi (2010.)
- Stopa smrtnosti djece: 2,75 umrlih / 1000 živorođene djece (2010.)
- Urbanizacija: 85% od ukupnog broja stanovnika (2012.)
- Stopa urbanizacije: 0,6% godišnja stopa promjene (2010. – 2015.)
- Očekivano trajanje života pri rođenju: 81,18 godina
- Muškarci: 78,86 godine
- Žene: 83,63 godina (2012.)

## Kretanje broja stanovnika
| Na kraju godine | Stanovništvo | Godišnji rast | Godišnji rast |
| Na kraju godine | Stanovništvo | Ukupno        | Na tisuću     |
| --------------- | ------------ | ------------- | ------------- |
| 1570.           | 900.000      | -             | -             |
| 1650.           | 1.225.000    | 4.063         | 3,86          |
| 1700.           | 1.485.000    | 5.200         | 3,86          |
| 1720.           | 1.350.000    | - 6.750       | - 4,75        |
| 1755.           | 1.878.000    | 15.086        | 9,48          |
| 1815.           | 2.465.000    | 9.783         | 4,54          |
| 1865.           | 4.099.000    | 32.680        | 10,22         |
| 1900.           | 5.140.000    | 29.743        | 6,48          |
| 1990.           | 8.562.000    |               |               |
| 2005.           | 9.002.000    |               |               |
| 2010.           | 9.348.000    | 91.552        | 9,7           |
| 2011.           | 9 475 954    | 128.000       |               |
| 2012.           | 9 555 893    | 80.039        |               |

## Migracije
Prema podacima Eurostata, 2010. godine bilo je 1.330.000 stanovika koji su rođeni u inozemstvu a stanovnici su Švedske, što odgovara 14,3% od ukupnog stanovništva. Od toga, 859.000  (9,2%) rođeno je izvan EU-a i 477.000 (5,1%) rođeno u drugoj državi članici Europske unije. 
Najbrojnije skupine su bile iz:
1. Finska (163.867)
2. Jugoslavija(157.350)
3. Irak (127.860)
4. Iran  (65.649)
5. Poljska (49.518)
6. Njemačka (48.731)
7. Turska (45.085)
8. Danska (44.209)
9. Somalija (43.966)
10. Norveška (42.884)

Najbrže rastuće skupine rođenih u inozemstvu između 2011. i 2012. po državama:
1. Sirija (+5.153)
2. Afganistan (+3.995)
3. Somalija (+3.801)
4. Bosna i Hercegovina (+2.458)
5. Irak (+2.361)
6. Tajland (+1.941)
7. Iran (+1.821)
8. Eritreja (+1.741)
9. Turska (+1.176)
10. NR Kina (+1.161)

## Jezik
Švedski jezik je domininantan jezik u Švedskoj, te se koristi od strane tijela državne uprave.
Od 1999. godine Švedska ima pet priznatih manjinskih jezika laponski, mejankieli (meänkieli), standardni finski jezik, romski i jidiš.

## Religija
Švedska je uglavnom luteranska zemlja. Od protestantske reformacije u 1530-im do 2000., Luteranska Crkva u Švedskoj (švedski: Svenska kyrkan) bila je državna Crkva. Prema popisu 2012., oko 67,5% švedskih građana su članovi Crkve Švedske (luterani), u odnosu na više od 95% u 1970., i 83% u 2000. Unatoč tome, religioznost u Švedskoj igra ograničenu ulogu u usporedbi s europskim prosjekom. 

## Vanjske poveznice
- Statistika stanovništva
- Statistički zavod Švedske  Arhivirana inačica izvorne stranice od 8. svibnja 2014. (Wayback Machine)